# 内藤律樹
内藤 律樹（ないとう りっき、1991年7月31日 - ）は、日本のプロボクサー。神奈川県横浜市出身。第45代日本スーパーフェザー級王者。第40代OPBF東洋太平洋スーパーライト級王者。E&Jカシアス・ボクシングジム所属。所属ジムの会長で元日本ミドル級王者のカシアス内藤は実父。寺地永・拳四朗父子に次ぐ史上2組目の父子日本・OPBF2冠王者である。弟の内藤未来もプロボクサー。

## 来歴

### スーパーフェザー級
磯子工業高校では3年次にライト級で選抜大会、高校総体、国体の三冠を達成。その後、2011年9月30日に後楽園ホールで小野木崇文とライト級6回戦を行い、3回1分41秒TKO勝ちを収めデビュー戦を白星で飾った。
2011年12月31日、横浜文化体育館で高畑里望とスーパーフェザー級6回戦を行い、6回3-0の判定勝ちを収めデビュー2連勝とした。
2012年11月5日、後楽園ホールでミースク・ポーサマンとスーパーフェザー級8回戦を行い、4回2分2秒TKO勝ちを収めデビュー戦から続いている連勝を5に伸ばした。
2013年2月20日、後楽園ホールで山田健太郎とスーパーフェザー級8回戦を行い、8回3-0（79-74、80-73、80-72）の判定勝ちを収めた。
2013年2月28日、JBCは最新ランキングを発表し、内藤を日本スーパーフェザー級8位にランクインした。
2013年7月1日、日本タイトル挑戦権獲得トーナメントスーパーフェザー級部門準決勝で田川智久と対戦し、6回3-0（3者とも60-54）の判定勝ちを収め最強後楽園の決勝進出を果たした。
2013年10月19日、日本タイトル挑戦権獲得トーナメントスーパーフェザー級部門決勝で泉圭依知と対戦し、8回2-0（78-74、77-74、76-76）の判定勝ちを収め最強後楽園を制し日本王者金子大樹への挑戦権を獲得した。
2014年2月10日、後楽園ホールで金子大樹の王座返上に伴い日本スーパーフェザー級2位の松崎博保と日本スーパーフェザー級王座決定戦を行い、松崎が8回終了時に棄権し規定によりTKO勝ちとなりライオン野口・野口恭以来2例目となる父子日本王者となった。
2014年6月9日、後楽園ホールで日本スーパーフェザー級1位の玉越強平と対戦し、10回3-0（3者とも99-91）の判定勝ちを収め日本王座の初防衛に成功した。
2014年10月13日、後楽園ホールで日本スーパーフェザー級6位の江藤伸悟と対戦し、10回3-0（2者が98-93、98-92）の判定勝ちを収め日本王座の2度目の防衛に成功した。
2015年2月9日、後楽園ホールで行われた「ダイヤモンドグローブ/DANGAN121」で日本スーパーフェザー級1位の伊藤雅雪と対戦し、10回2-0（96-95、97-94、95-95）の判定勝ちを収め日本王座の3度目の防衛に成功した。
2015年6月8日、後楽園ホールで行われた「ダイヤモンドグローブ&DANGAN130」で荒川仁人とライト級10回戦を行い、10回3-0（97-94、97-93、98-92）の判定勝ちを収めた。
2015年12月14日、後楽園ホールで行われた「ダイヤモンドグローブ&GANGAN148」で日本スーパーフェザー級1位の尾川堅一と対戦し、プロ初黒星となる5回0-3（46-49×2、47-49）の負傷判定負けを喫し日本王座の4度目の防衛に失敗、王座から陥落した。
2016年5月12日、後楽園ホールで行われた「DANGAN160」でチャイヨン・シッサイトーンとライト級8回戦を行い、8回3-0（3者とも80-72）の判定勝ちを収め再起した。
2016年7月2日、キャンプ座間の「ヤノ・フィットネスセンター」でアルジー・トケーロとライト級8回戦を行い、6回1分3秒2-0（58-57×2、57-57）の負傷判定勝ちを収めた。
2016年12月3日、後楽園ホールで行われた「第556回ダイナミックグローブ」で日本スーパーフェザー級王者の尾川堅一と対戦し、10回0-3（3者とも94-96）の判定負けを喫し前戦の借りを返せなかった。

### ライト級
2017年4月10日、後楽園ホールで行われた「DANGAN179」で中川祐輔とライト級8回戦を行い、8回3-0（3者とも79-73）の判定勝ちを収めライト級を主戦場にする意向を示した。

### スーパーライト級
2017年9月1日、後楽園ホールで行われた「DANGAN193」でペッチムアンスリ・サイカウボクシングジムとスーパーライト級8回戦を行い、2回2分22秒TKO勝ちを収めスーパーライト級を主戦場にする意向を示した。
2017年10月20日、後楽園ホールで行われた「DANGAN198 日中親善試合vol.2」でバイシャンボ・ナスイウラとスーパーライト級8回戦を行い、8回2-1（77-75、77-76、75-79）の判定勝ちを収めた。
2018年1月13日、後楽園ホールで行われた「DANGAN207＆挑vol.7」でOPBF東洋太平洋スーパーライト級1位のジェフリー・アリエンザとOPBF東洋太平洋スーパーライト級王座決定戦を行い、9回1分14秒TKO勝ちを収め王座獲得に成功した。
2018年5月15日、後楽園ホールで行われた「DANGAN212」でOPBF東洋太平洋スーパーライト級15位のジェリッツ・チャベスと対戦し、12回2-0（114-112×2、113-113）の判定勝ちを収め初防衛に成功した。
2018年10月11日、後楽園ホールで行われた「ダイヤモンドグローブ」でOPBF東洋太平洋スーパーライト級12位の永田大士と対戦し、12回2-1（114-113×2、113-114）の判定勝ちを収め2回目の防衛に成功した。
2019年10月9日、韓国天安市でOPBF東洋太平洋スーパーライト級6位のジョン・ギュボムと対戦し、12回3-0（117-110、116-111、116-112）の判定勝ちを収め3回目の防衛に成功した。
2020年11月21日、後楽園ホールで元WBAアジアスーパーライト級王者でOPBF東洋太平洋同級4位の今野裕介を相手に防衛戦を行い、9回終了TKOで勝利し4回目の防衛に成功した。
2021年12月14日、後楽園ホールでOPBF東洋太平洋スーパーライト級タイトルマッチを行ない、OPBF東洋太平洋同級11位麻生興一を相手に9回2分50秒TKO負けを喫し、王座から陥落した。
2022年より拠点をオーストラリアに移す。
2023年12月2日、オーストラリアにてルイ・マカイバと2年ぶりの再起戦5回戦を行い、4回KO勝ちを収めた。

## 戦績
- アマチュアボクシング：68戦59勝 (20KO・RSC) 9敗
- プロボクシング：28戦25勝 (10KO) 3敗

| 戦           | 日付           | 勝敗 | 時間    | 内容        | 対戦相手                                     | 国籍               | 備考                                     |
| ------------ | -------------- | ---- | ------- | ----------- | -------------------------------------------- | ------------------ | ---------------------------------------- |
| 1            | 2011年09年30日 | ☆    | 3R 1:41 | KO          | 小野木 崇文(大一スペースＫ)                  | 日本               | プロデビュー戦                           |
| 2            | 2011年12年31日 | ☆    | 6R      | 判定3-0     | 高畑 里望(ドリーム)                          | 日本               |                                          |
| 3            | 2012年06年22日 | ☆    | 3R 2:05 | KO          | パッタヤ・オーブンチャイ                     | タイ               |                                          |
| 4            | 2012年08年21日 | ☆    | 2R 1:54 | TKO         | ジョー・マグシャン                           | フィリピン         |                                          |
| 5            | 2012年11年05日 | ☆    | 4R 2:02 | TKO         | ミースク・ポーサマン                         | タイ               |                                          |
| 6            | 2013年02年20日 | ☆    | 8R      | 判定3-0     | 山田健太郎(全日本パブリック)                 | 日本               |                                          |
| 7            | 2013年07年01日 | ☆    | 6R      | 判定3-0     | 田川 久(KG大和)                              | 日本               |                                          |
| 8            | 2013年10年19日 | ☆    | 8R      | 判定2-0     | 泉圭依知(18鴻巣)                             | 日本               |                                          |
| 9            | 2014年2月10日  | ☆    | 8R      | 棄権        | 松崎博保(協栄)                               | 日本               | 日本スーパーフェザー級王座決定戦         |
| 10           | 2014年6月9日   | ☆    | 10R     | 判定3-0     | 玉越強平(千里馬神戸)                         | 日本               | 日本王座防衛1                            |
| 11           | 2014年10月13日 | ☆    | 10R     | 判定3-0     | 江藤伸悟(白井・具志堅S)                      | 日本               | 日本王座防衛2                            |
| 12           | 2015年2月9日   | ☆    | 10R     | 判定3-0     | 伊藤雅雪(伴流)                               | 日本               | 日本王座防衛3                            |
| 13           | 2015年6月8日   | ☆    | 10R     | 判定3-0     | 荒川仁人(八王子中屋)                         | 日本               |                                          |
| 14           | 2015年12月14日 | ★    | 5R      | 負傷判定0-3 | 尾川堅一(帝拳)                               | 日本               | 日本王座陥落                             |
| 15           | 2016年5月12日  | ☆    | 8R      | 判定3-0     | チョイヤン・シットサイトーン                 | タイ               |                                          |
| 16           | 2016年7月2日   | ☆    | 6R      | 負傷判定2-0 | アルジー・トケーロ                           | フィリピン         |                                          |
| 17           | 2016年12月3日  | ★    | 10R     | 判定3-0     | 尾川堅一(帝拳)                               | 日本               | 日本スーパーフェザー級タイトルマッチ     |
| 18           | 2017年4月10日  | ☆    | 8R      | 判定3-0     | 中川祐輔(市野)                               | 日本               |                                          |
| 19           | 2017年9月1日   | ☆    | 2R 2:22 | TKO         | ペッチムアンスリ・サイカウボクシングキャンプ | タイ               |                                          |
| 20           | 2017年10月20日 | ☆    | 8R      | 判定2-1     | バイシャンボ・ナシウィウラ                   | 中国               |                                          |
| 21           | 2018年1月13日  | ☆    | 9R 1:14 | TKO         | ジェフリー・アリエンザ                       | フィリピン         | OPBF東洋太平洋スーパーライト級王座決定戦 |
| 22           | 2018年5月15日  | ☆    | 12R     | 判定2-0     | ジェリッツ・チャベス                         | フィリピン         | OPBF防衛1                                |
| 23           | 2018年10月11日 | ☆    | 12R     | 判定2-1     | 永田大士(三迫)                               | 日本               | OPBF防衛2                                |
| 24           | 2019年10月9日  | ☆    | 12R     | 判定3-0     | チョン・ギュボム                             | 韓国               | OPBF防衛3                                |
| 25           | 2020年11月21日 | ☆    | 9R      | 棄権        | 今野裕介(角海老宝石)                         | 日本               | OPBF防衛4                                |
| 26           | 2021年12月14日 | ★    | 9R 2:50 | TKO         | 麻生興一(三迫)                               | 日本               | OPBF王座陥落                             |
| 27           | 2023年12月2日  | ☆    | 4R 1:34 | TKO         | ルイ・マカイバ                               | パプアニューギニア |                                          |
| 28           | 2024年3月15日  | ☆    | 7R 0:48 | KO          | サェンガナン・シットサイトーン               | タイ               |                                          |
| テンプレート |                |      |         |             |                                              |                    |                                          |

## 獲得タイトル
- 第45代日本スーパーフェザー級王座（防衛3）
- 第40代OPBF東洋太平洋スーパーライト級王座（防衛4）